# ريناته ماير
ريناته ماير (بالألمانية: Renate Meyer) (و. 1938  م) هي منافسة ألعاب القوى، وعداءة سريعة ألمانية، ولدت في هانوفر، شاركت في الألعاب الأولمبية الصيفية 1968، والألعاب الأولمبية الصيفية 1964.

## روابط خارجية
- رينات ماير على موقع أوليمبيديا (الإنجليزية)